# Setenil de las Bodegas
Setenil de las Bodegas è un comune spagnolo di 2 977 abitanti situato nella comunità autonoma dell'Andalusia.
È noto per le sue caratteristiche abitazioni costruite sotto le rocce, che lo rendono un esempio unico di architettura troglodita.

## Geografia
Setenil de las Bodegas si trova a un'altitudine di 640 metri sul livello del mare, coprendo una superficie di 82,15 km². Il comune è situato nella comarca della Sierra de Cádiz e confina con Alcalá del Valle, Cañete la Real, Olvera, Ronda e Torre Alháquime.

## Storia

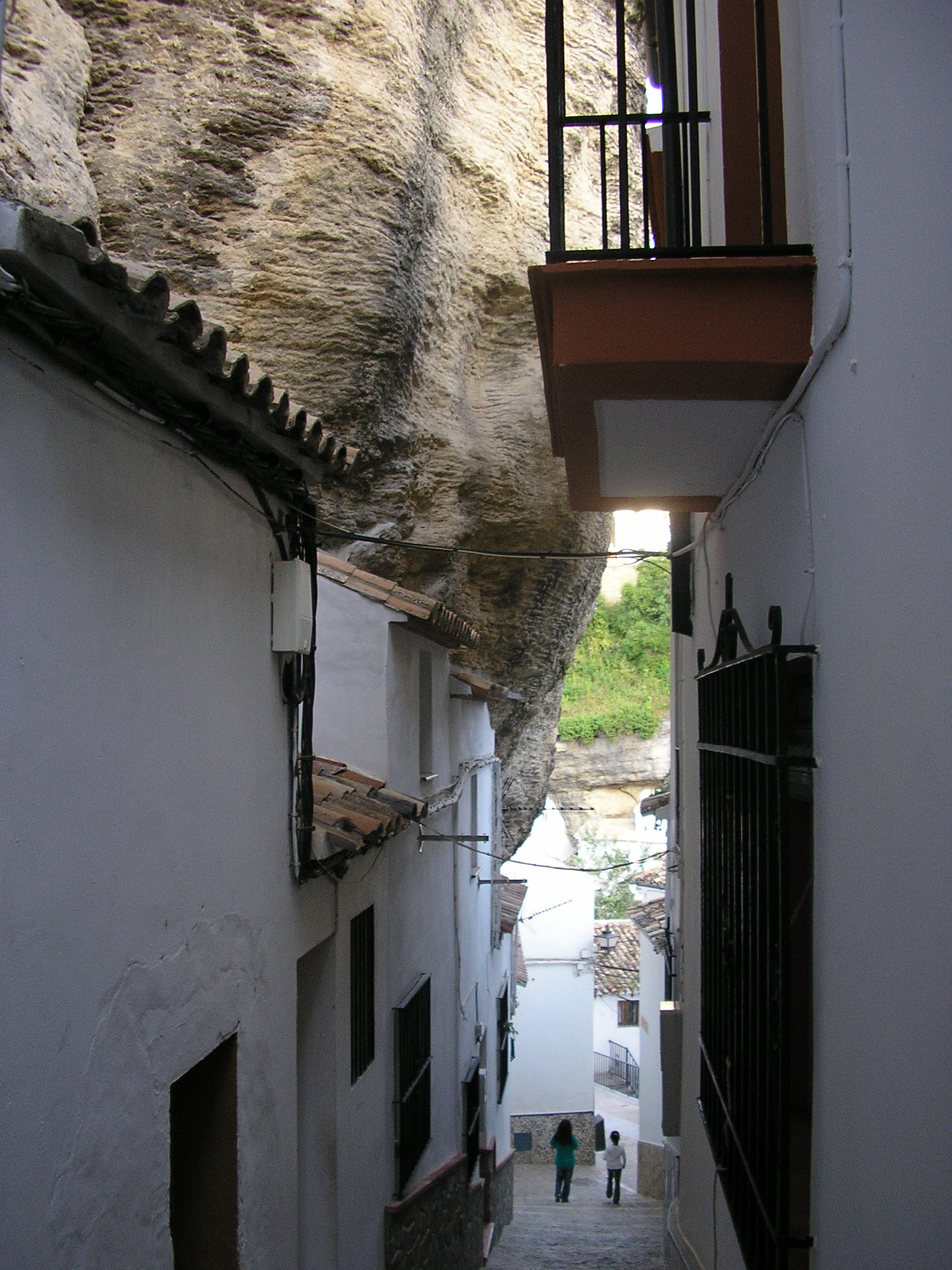
Vicolo di Setenil, come altri sovrastato dalle rocce.

Il nome "Setenil" deriva dal latino septem nihil, che significa "sette volte nulla", un riferimento ai sette assedi necessari per conquistare la città dai Mori nel 1484, durante la Reconquista. La sua particolare conformazione geografica ha reso Setenil un punto strategico e difficile da conquistare per secoli.

## Architettura e urbanistica
Uno degli aspetti più sorprendenti di Setenil de las Bodegas è la sua architettura, con case che sembrano essere "incastonate" nelle rocce. Questo tipo di costruzione è noto come "abitazioni sotto roccia". Le case sono parzialmente scavate nella roccia stessa, utilizzando le formazioni naturali come pareti e tetti. Questa particolare conformazione ha permesso agli abitanti di sfruttare al meglio lo spazio disponibile e di beneficiare di temperature più fresche durante l'estate e più calde durante l'inverno.

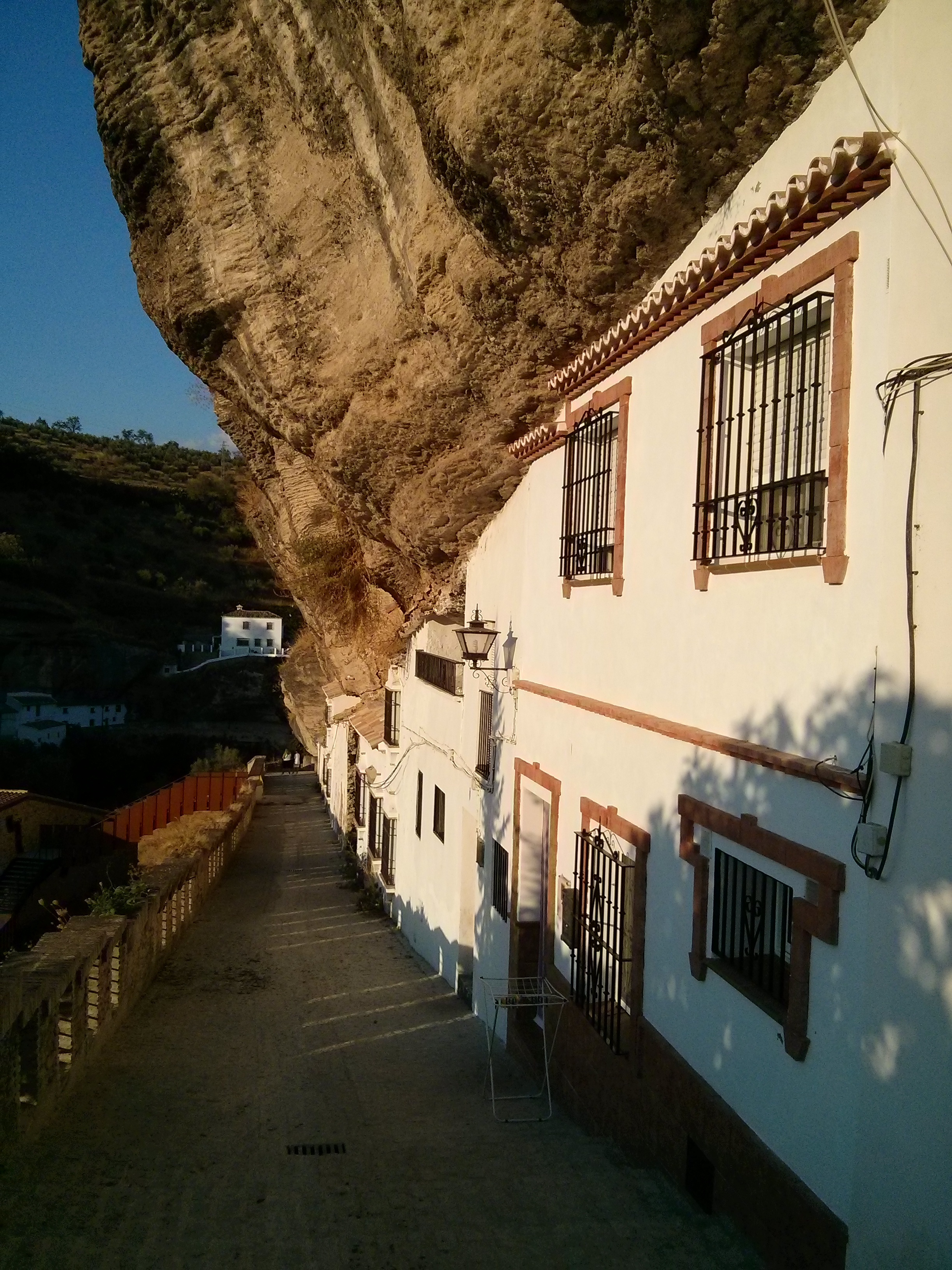
Vista delle case tipiche di Setenil.